# 30779 Sankt-Stephan
30779 Sankt-Stephan è un asteroide della fascia principale. Scoperto nel 1987, presenta un'orbita caratterizzata da un semiasse maggiore pari a 2,3105518 UA e da un'eccentricità di 0,1928511, inclinata di 24,72826° rispetto all'eclittica.